# Long Distance Calling
Long Distance Calling — немецкая пост-рок-группа, образовавшаяся в 2006 году в Мюнстере. Long Distance Calling — одна из немногих групп, удачно соединяющая, казалось бы, противоположные жанры рока: меланхоличный, медленно развивающийся, заставляющий пропустить сквозь себя каждую ноту, пост-рок; тяжелый, перегруженный гитарными рифами прогрессивный метал, в некоторых треках чувствуется сильное влияние эмбиента и индастриала. У Long Distance Calling нет своего вокалиста, их треки в основном инструментальные, однако есть несколько треков с приглашенными вокалистами: Peter Dolving из группы The Haunted (в треках The Very Last Day and Swallow the Water, с альбома Satelite Bay), Jonas Renkse из группы Katatonia(трек The Nearing Grave, с альбома Avoid The Light). Long Distance Calling выпустили два сингла и два полноценных альбома, прекрасно принятых критиками: Satellite Bay (2007) и Avoid the Light (2009). В 2008 году группа выступила на фестивалях Rock Am Ring и Roadburn, и в 2009 устроила турне по Германии.

В 2011 году группа выпустила свой третий одноименный альбом - 'Long Distance Calling'. На композицию Into the Black Wide Open было снято официальное видео.
В апреле 2016 года вышел новый альбом группы под названием Trips. В записи четырех треков принимал  участие приглашенный норвежский вокалист Петер Карлсен.

## Дискография
- dmnstrtn (2006, limited-edition demo)
- Satellite Bay[2] (2007)
- 090208 (2008, Split-EP with Leech)
- Avoid The Light (2009)
- Long Distance Calling[3] (2011)
- The Flood Inside (2013)
- Nighthawk (2014, EP)
- Trips (2016)
- Boundless (2018)
- How Do We Want to Live? (2020)
- Ghost (2021, EP)
- Eraser (2022)